# Krupnokljuni hoko
Krupnokljuni hoko (lat. Mitu salvini) je vrsta ptice iz roda Mitu, porodice Cracidae. Živi u Kolumbiji, Ekvadoru i Peruu. Prirodna staništa su joj suptropske i tropske vlažne nizinske šume na nadmorskoj visini do 600 metara.
Duga je prosječno oko 89 centimetara. Perje joj je crno sa svjetlo-plavim bokovima, trbuhom i bijelim vrhom repa. Kljun joj je crvene ili narančaste boje, te je jako izbočen i zbijen, dok su noge crvenkaste. Kopnena je ptica, a hrani se plodovima i sjemenkama raznih biljaka. Hranu traži sama, u paru ili u manjim skupinama.